# Além da Ribeira
Além da Ribeira era una freguesia portuguesa del municipio de Tomar, distrito de Santarém.

## Historia
Fue suprimida el 28 de enero de 2013, en aplicación de una resolución de la Asamblea de la República portuguesa promulgada el 16 de enero de 2013 al unirse con la freguesia de Pedreira, formando la nueva freguesia de Além da Ribeira e Pedreira.